# Acianthera obscura
Acianthera obscura é  uma espécie de orquídea (Orchidaceae) que existe no México. Pertence à secção Sicaria, subseção Sicaria do gênero Acianthera, caracterizado plantas de crescimento cespitoso, com caules secundários, também chamados ramicaules, com a secção superior triangular, mais largos junto a folha que na base, inflorescência subséssil com poucas ou muitas flores, segmentos florais frequentemente espessos, ou levemente pubescentes ou papilosos, em um grupo composto por plantas mais fibrosas e resistentes, com ramicaule canaliculado, com asas estreitas, pouco comprimido no ápice, cuja folha não parece uma continuação do ramicaule, ou seja, a ligação entre os dois é clara. Esta espécie distingue-se das demais ser a única com sépalas de interior liso; folha de base cuneada; labelo de margens convexas e obtusas com par de calos espessos e lobos laterias eretos e obtusos.

## Publicação e sinônimos
- Acianthera obscura (A.Rich. & Galeotti) Pridgeon & M.W.Chase, Lindleyana 16: 245 (2001).

Sinônimos homotípicos:
- Pleurothallis obscura A.Rich. & Galeotti, Ann. Sci. Nat., Bot., III, 3: 17 (1845).

Sinônimos heterotípicos:
- Pleurothallis bilamellata Rchb.f., Linnaea 22: 830 (1850).
- Humboltia bilamellata (Rchb.f.) Kuntze, Revis. Gen. Pl. 2: 667 (1891).
- Pleurothallis rufa Rolfe, Bull. Misc. Inform. Kew 1898: 192 (1898).